# Casa del jazz
La Casa del jazz è un complesso polifunzionale situato a Roma in viale di porta Ardeatina.

## Descrizione
La Casa del jazz è costituita da un complesso di tre edifici posti in un parco pubblico di circa due ettari e mezzo. All'interno della villa padronale si trova un auditorium multifunzionale da 150 posti, progettato per concerti, proiezioni, guide all'ascolto e conferenze; un sistema di registrazione consente di salvare e diffondere gli eventi in programmazione. Nella stessa struttura vi sono una mediateca e una biblioteca aperte al pubblico, una libreria e una caffetteria. I due edifici secondari ospitano sale di prova e registrazione, una foresteria a disposizione dei musicisti e un ristorante. Nella sala da pranzo ubicata al pian terreno, attualmente sala multimediale, un affresco di Amerigo Bartoli raffigura una veduta di piazza Navona.

## Storia
La villa venne edificata sulle rovine di un casale seicentesco tra il 1936 ed il 1939 quando Arturo Osio, socio fondatore della Banca Nazionale del Lavoro, rilevò l'area e affidò la costruzione all'ingegnere Cesare Pascoletti, allievo di Marcello Piacentini. All'architetto paesaggista Pietro Porcinai fu affidata la sistemazione del parco.
Negli anni Ottanta, Enrico Nicoletti, passato agli annali della cronaca giudiziaria italiana come il cassiere della banda della Magliana, la acquistò dal vicariato di Roma: la nuova proprietà commissionò interventi e abusi edilizi che modificarono pesantemente ambienti interni e prospetti esterni.
Il 14 novembre 1996 la villa fu sottoposta a sequestro, il 20 febbraio 2001 confiscata in via definitiva e il 26 settembre seguente assegnata al Comune di Roma ai sensi alla legge 109/96 "Pio La Torre", che dispone in materia di gestione e destinazione di beni sequestrati o confiscati alle mafie.
L'inaugurazione della Casa del jazz avvenne nell'aprile del 2005, la direzione fu affidata a Luciano Linzi e la gestione all'Azienda speciale Palaexpo, che in nome e per conto del Comune di Roma gestisce anche le Scuderie del Quirinale, il palazzo delle Esposizioni e la Casa del cinema. Una stele con 683 nomi di vittime della mafia dal 1893 al 2005, realizzata in collaborazione con Libera, fu posta all'ingresso del parco a testimoniare la vittoria rappresentata dalla restituzione del bene ai cittadini.